# محمد محسن أبو النور
محمد محسن أبو النور، كاتب ومحلل سياسي وباحث ومؤرخ أكاديمي حاصل على درجة الدكتوراه بمرتبة الشرف الأولى في تحليل العلاقات العربية ـ الإيرانية، يعمل خبيرا في العلاقات الدولية ولد يوم الثلاثاء 1 يناير 1985م، الموافق 9 ربيع الثاني 1405هـ في محافظة بني سويف بجمهورية مصر العربية وتتركز أغلب أبحاثه في مجال الشؤون الإيرانية، ويعد محللا دائم الظهور لدى أغلب الإخباريات الدولية، مثل بي بي سي وسكاي نيوز والعربية والحدث والغد، وهو مؤسس ورئيس المنتدى العربي لتحليل السياسات الإيرانية «أفايب».

## سيرة حياته

### مولده ونشأته
ولد محمد محسن أبو النور يوم الثلاثاء 1 يناير 1985م.
التحق بالأزهر الشريف ثم تخرج في المرحلة الابتدائية وقد حفظ القرآن الكريم كاملا، ثم تدرج في سلم التعليم الأزهري حتى حصل على شهادة الثانوية الأزهرية وانتقل بعد ذلك إلى القاهرة للالتحاق بجامعة الأزهر الشريف بحي الدراسة التاريخي على بعد خطوات من المشهد الحسيني.
ثم درس علوم الحضارة والتاريخ وبعد تخرجه في قسم التاريخ والحضارة بكلية اللغة العربية تقدم بأوراق اعتماده للدراسات العليا في تخصص التاريخ الحديث والعلاقات الدولية ومنها تخصص في مجال العلاقات المصرية ـ الإيرانية، ويعتبر واحدا من الذين درسوا بشكل شامل العلاقات المصرية - الإيرانية التي سلط عليها الضوء في كتابه الطريق إلى إيران، ثم حصل على درجة الماجستير في موضوع «العلاقات المصرية ـ الإيرانية» على عهد الرئيس السادات، وبعدها حصل على درجة العالِمية «دكتوراه» في العلاقات العربية ـ الإيرانية من جامعة الأزهر الشريف بالقاهرة، بتقدير مرتبة الشرف الأولى.

### الشؤون الإيرانية

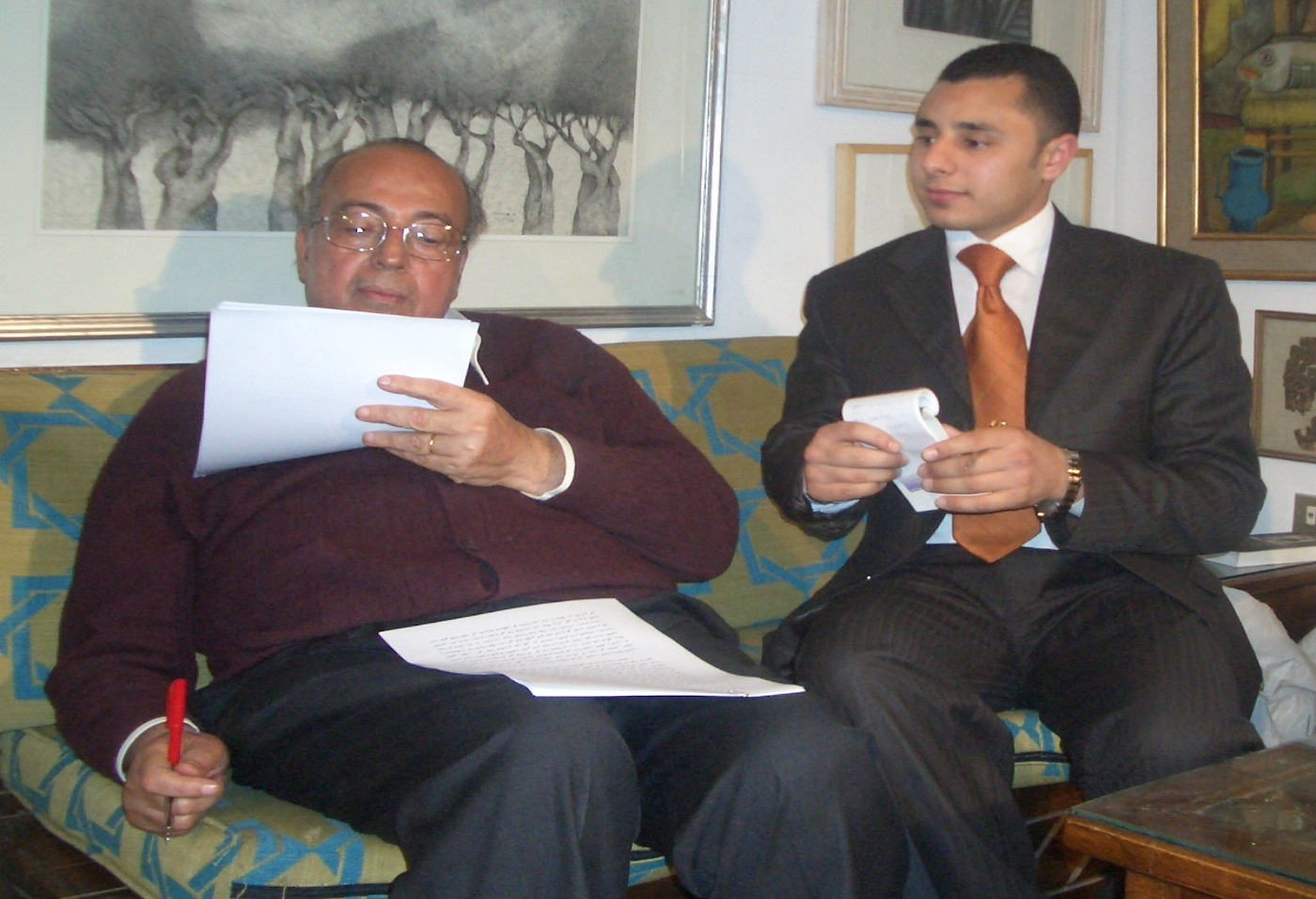
المسيري يراجع مقالة كتبها أبو النور نقدا لمقالته الممنوعة من النشر في الأهرام في منزله بمصر الجديدة ـ شتاء 2007م

ويعد الدكتور محمد محسن أبو النور أحد الخبراء الدوليين في الشؤون الإيرانية، الذين تربطهم علاقات وثيقة بمختلف أطراف صناعة المشهد في إيران، فضلا عن علاقاته الوثيقة بأقطاب المعارضة الإيرانية في الخارج والأسرة البهلوية، وبالأخص الإمبراطورة فرح بهلوي.
وتتركز أبحاثه على تفاعلات إيران في بيئتيها الداخلية والخارجية، وركزت رسالته للماجستير على العوامل الدولية في السياسة الخارجية الإيرانية تجاه مصر وإسرائيل والدول العربية، وتعالج رسالته للدكتوراه، فواعل وأنماط العلاقات الإيرانية ـ العربية.
شارك في العديد من المؤتمرات الدولية بداخل مصر وخارجها، متحدثا عن العلاقات العربية ـ الإيرانية، كما ألقى عشرات المحاضرات المتخصصة في الشؤون الإيرانية بعدد من مراكز الفكر والجامعات المصرية والعربية. وأصدر نحو أربعين بحثا محكما نشرت باللعربية والفارسية والإنجليزية والتركية بعدد من المطبوعات المحكمة والدوريات ذات الصلة، وفي عدد يوليو 2019 نشرت مجلة «السياسة الدولية» دراسته عن حدود التوتر بين أمريكا وإيران على غلافها.

### أهم أبحاثه
- صُنع القرار في إيران.. المحددات والتوجهات.
- العلاقات الإيرانية ـ المصرية بين الإقبال والمراوغة.
- سيناريوهات المواجهة بين الولايات المتحدة وإيران.
- الاحتواء العنيف: كيف يتعامل النظام الإيراني مع الاحتجاجات الشعبية؟
- انعكاسات التدخل الروسي علي دور إيران في سوريا.
- ولاية روحاني الثانية وتغير سياسة إيران الخارجية.
- الانفصال المعلق.. معركة استفتاء كردستان.
- العامل الإسرائيلي في العلاقات العربية ـ الإيرانية.
- العامل الإيراني في تنامي ظاهرة الإرهاب الإقليمي (دراسة حالة على الأزمة السورية).
- السيناريوهات المحتملة للاحتجاجات الشعبية في إيران.
- تركمان إيران.. مستقبل ما بعد الاتفاق النووي.

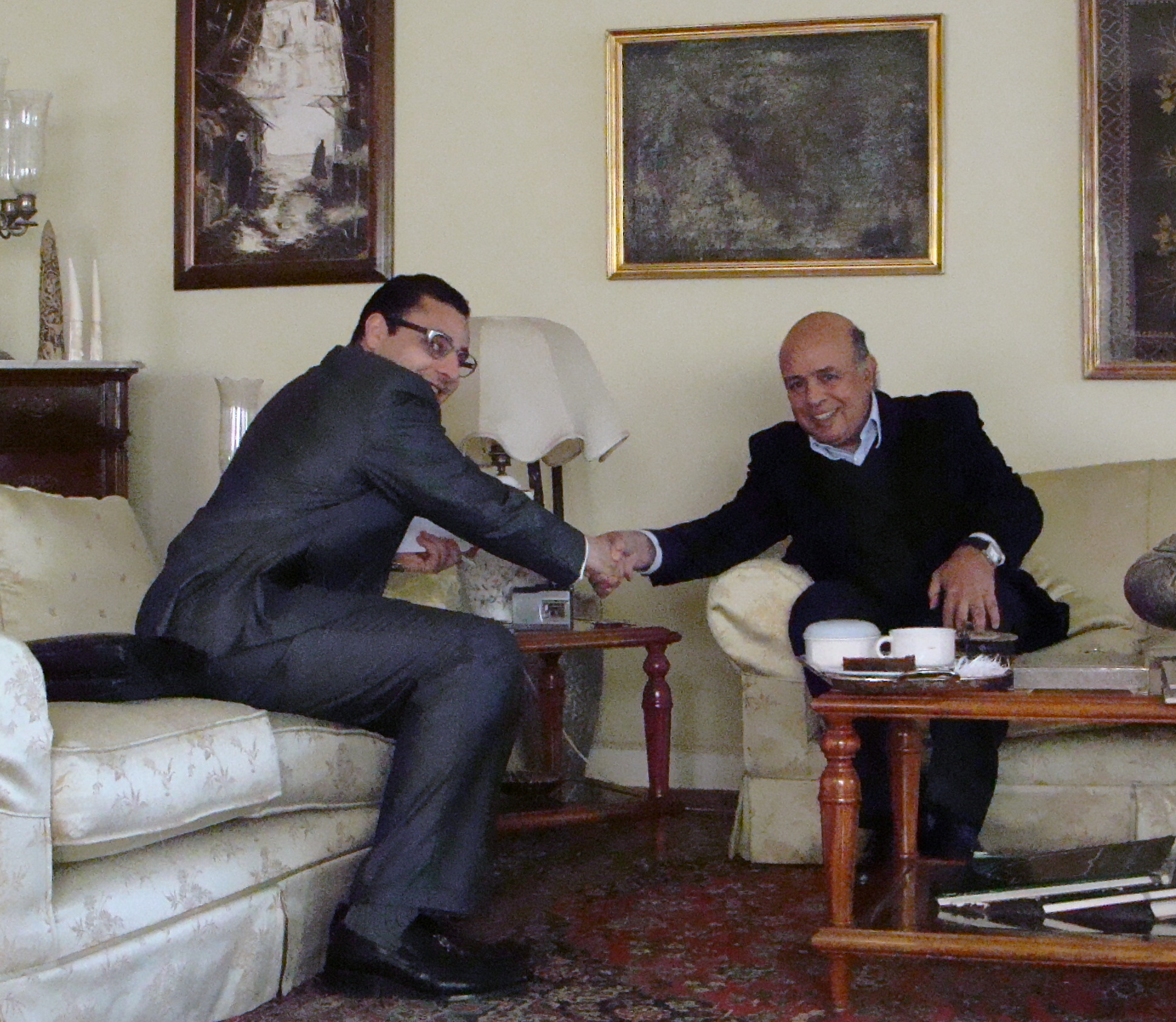
السفير محمد رفاعة الطهطاوي رئيس ديوان رئيس الجمهورية يدعو أبو النور لمنزله بحي المعادي

## مؤلفاته
- الطريق إلى إيران (منشور إلكترونيا)

وهو عبارة عن قصة معرفة الكاتب بالشئون الإيرانية حتى أصبح أكاديميا متخصصا في هذا الشأن، يحكي فيه تجاربه وانطباعاته وآرائه عن نظام الحكم والدولة في إيران، وعلاقاتها المعقدة مع مصر والعالم العربي. منشور إلكترونيا على حلقات.
- الأمة في مواجهة الصعود الإيراني (تقرير استراتيجي ـ مجموعة مؤلفين)

شارك أبو النور في التقرير الاستراتيجي الذي صدر عن المركز العربي للدراسات ومجلة البيان السعودية، ببحث أكاديمي موسع عن تركمان إيران، وهي دراسة خصصت لسبر أغوار الأقلية التركمانية السنية في إيران، يناير 2016.
- إيران والإخوان توظيف الدين لمعركة السياسة (مجموعة مؤلفين)

. مجموعة دراسات سياسية تلقي الضوء على العلاقات الإخوانية ـ الإيرانية وشارك أبو النور في هذا الكتاب مؤلفا أكاديميا، والكتاب صادر عن مركز المسبار للدراسات والبحوث بالإمارات أغسطس 2013.
- إيران من الداخل السياسات والإخفاقات (مجموعة مؤلفين)

مجموعة دراسات سياسية تلقي الضوء على تفاعلات البيئة الداخلية الإيرانية وشارك أبو النور في هذا الكتاب مؤلفا ومنسقا أكاديميا، والكتاب صادر عن مركز المسبار للدراسات والبحوث بالإمارات يوليو 2018.
- إيران وتنامي الإرهاب.. الأزمة السورية نموذجا

بحث مطول ضمن كتاب "الأديان في كردستان العراق (مجموعة مؤلفين) الصادر عن مركز المسبار للدراسات والبحوث بدبي لشهر إبريل 2018م، يتعرض بالشرح والتحليل للدور الإيراني في دعم النظام السوري.
- إيران إلى أين؟ (مجموعة مؤلفين)

شارك أبو النور في كتاب إيران إلى أين الذي صدر عن مركز بحوث الشرق الأوسط بجامعة عين شمس والمجمع الثقافي المصري"، ببحث أكاديمي عن مستقبل النظام الإيراني في مرحلة ما بعد تظاهرات ديسمبر 2017/ يناير 2018، وصدر الكتاب في شهر يناير 2018.